# Rioseco de Tapia
Rioseco de Tapia és un municipi de la província de Lleó a la comunitat autònoma de Castella i Lleó. Forma part de la comarca de Tierra de León. És format pels pobles de Rioseco de Tapia, Espinosa de la Ribera i Tapia de la Ribera.

## Demografia
| 1991 | 1996 | 2001 | 2004 |
| ---- | ---- | ---- | ---- |
| 643  | 615  | 533  | 504  |